# Calcitonin-Gene-Related-Peptide-Rezeptor

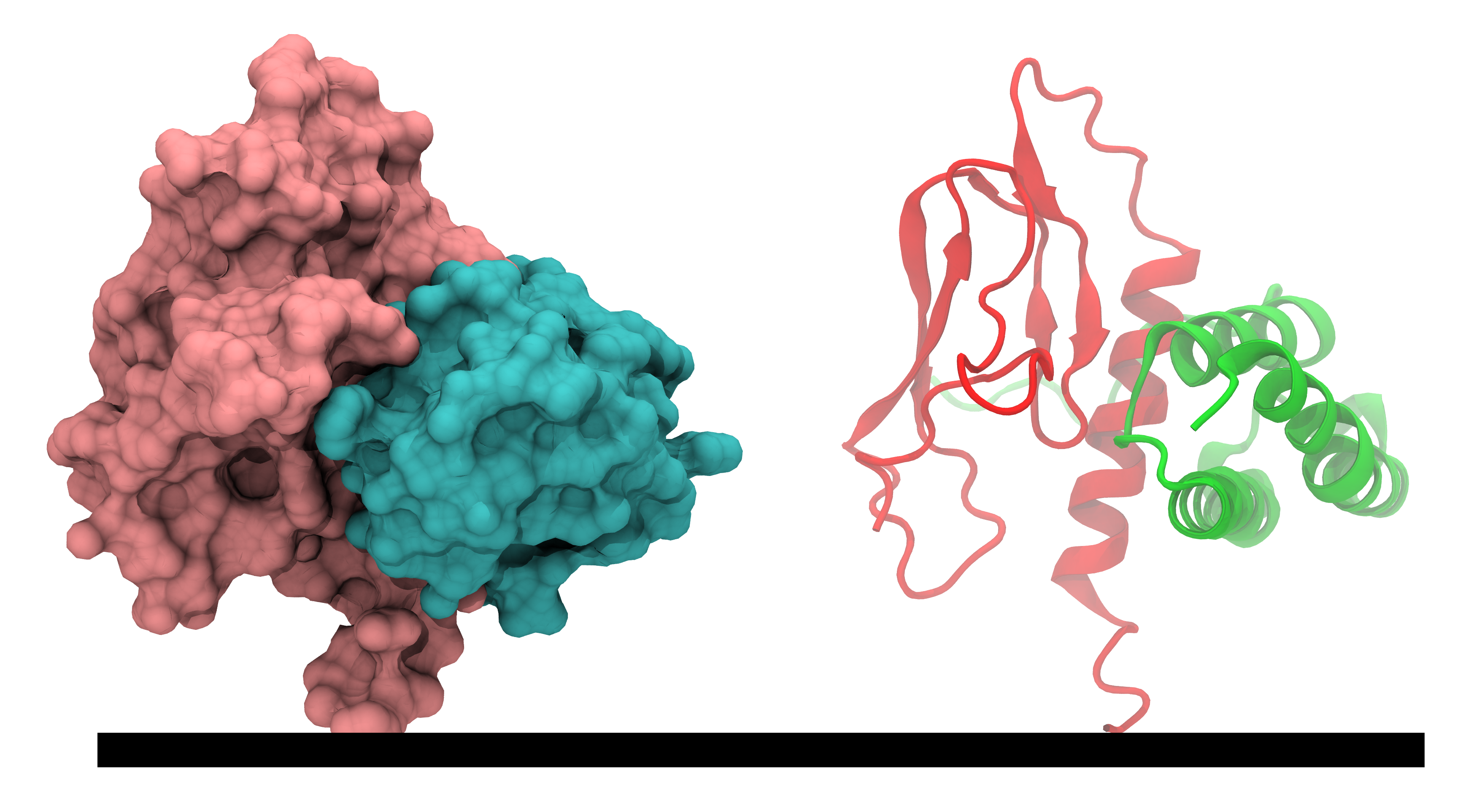
Oberflächen- und Bändermodell des CGRPR/RAMP1-Dimers (Aminosäuren 23-133 bzw. 26-117) nach PDB

Der Calcitonin-Gene-Related-Peptide-Rezeptor (kurz CGRP-Rezeptor, CGRPR) ist ein in der Zellmembran von Wirbeltieren vorkommendes Protein, das durch das Calcitonin Gene-Related Peptide (CGRP) aktiviert wird. Er ist ein G-Protein-gekoppelter Rezeptor, der seine Effekte über eine Aktivierung von Gs-Proteinen und einer nachfolgenden Aktivierung von Adenylylcyclasen vermittelt. Der Calcitonin-Gene-Related-Peptide-Rezeptor ist in seiner Aminosäuresequenz identisch mit dem Calcitonin-Rezeptor-ähnlichen Rezeptor (CLR) und dem Adrenomedullinrezeptor. Seine Funktion als Rezeptor für das Calcitonin Gene-Related Peptide wird durch Anbindung des Rezeptoraktivität-modifizierenden Proteins RAMP1 geprägt.
Der Calcitonin-Gene-Related-Peptide-Rezeptor spielt unter anderem bei der Entstehung einer Migräneattacke eine wichtige Rolle. Calcitonin-Gene-Related-Peptide-Rezeptorantagonisten, wie Olcegepant und Telcacepant, zeigten in klinischen Studien eine Migränewirksamkeit und gelten als potenzielle neue Migränetherapeutika. Mit Erenumab ist ein auf den CGRP-Rezeptor gerichteter monoklonaler Antikörper zur Migräneprophylaxe für bestimmte Patienten in der EU zugelassen.

## Biochemie
Aufgrund seiner biochemischen Eigenschaften ist der Calcitonin-Gene-Related-Peptide-Rezeptor ein beliebtes Forschungsobjekt. Der Rezeptor wird durch das Gen für den Calcitonin-Rezeptor-ähnlichen Rezeptor codiert, das auf dem Chromosom 2 im Genlocus q31-q32 liegt. Nach seiner Expression interagiert der Calcitonin-Rezeptor-ähnliche Rezeptor mit Rezeptoraktivität-modifizierenden Proteinen unter Bildung von Dimeren oder höheren Oligomeren. Je nach gebundenen Rezeptoraktivität-modifizierenden Protein verhält sich der Calcitonin-Rezeptor-ähnliche Rezeptor als Calcitonin-Gene-Related-Peptide-Rezeptor oder als Adrenomedullinrezeptor. Liegt der Calcitonin-Rezeptor-ähnliche Rezeptor als Dimer mit RAMP1 vor, fungiert er als ein Calcitonin-Gene-Related-Peptide-Rezeptor.